# Râul Miletin
Râul Miletin este un curs de apă, afluent al râului Jijia. 